# Safia decessa
Safia decessa là một loài bướm đêm trong họ Noctuidae.